# Maladera spatulata
Maladera spatulata är en skalbaggsart som beskrevs av Ahrens 2006. Maladera spatulata ingår i släktet Maladera och familjen Melolonthidae. Inga underarter finns listade i Catalogue of Life.